# Нувел Маседониен
„Нувел Маседониен“ (на френски: Nouvelles Macédoniennes, в превод Македонски новини) с подзаглавие Бюлетин на Вътрешната македонска революционна организация е български вестник, който излиза на френски език от 15 декември 1923 до 25 декември 1927 година. Основател и първи редактор е Георги Баждаров. Целта на вестника е да информира общественото мнение в Европа за положението на останалите под сръбска и гръцка власт българи в Македония.
| Годишнина | Броеве    | Дата                                |
| --------- | --------- | ----------------------------------- |
| I         | 1 – 38    | 15 декември 1923 – 25 декември 1924 |
| II        | 39 – 73   | 5 януари 1925 – 25 декември 1925    |
| III       | 74 – 108  | 5 януари 1926 – 25 декември 1926    |
| VI        | 109 – 120 | 5 януари 1927 – 25 декември 1927    |